# Trzebicko

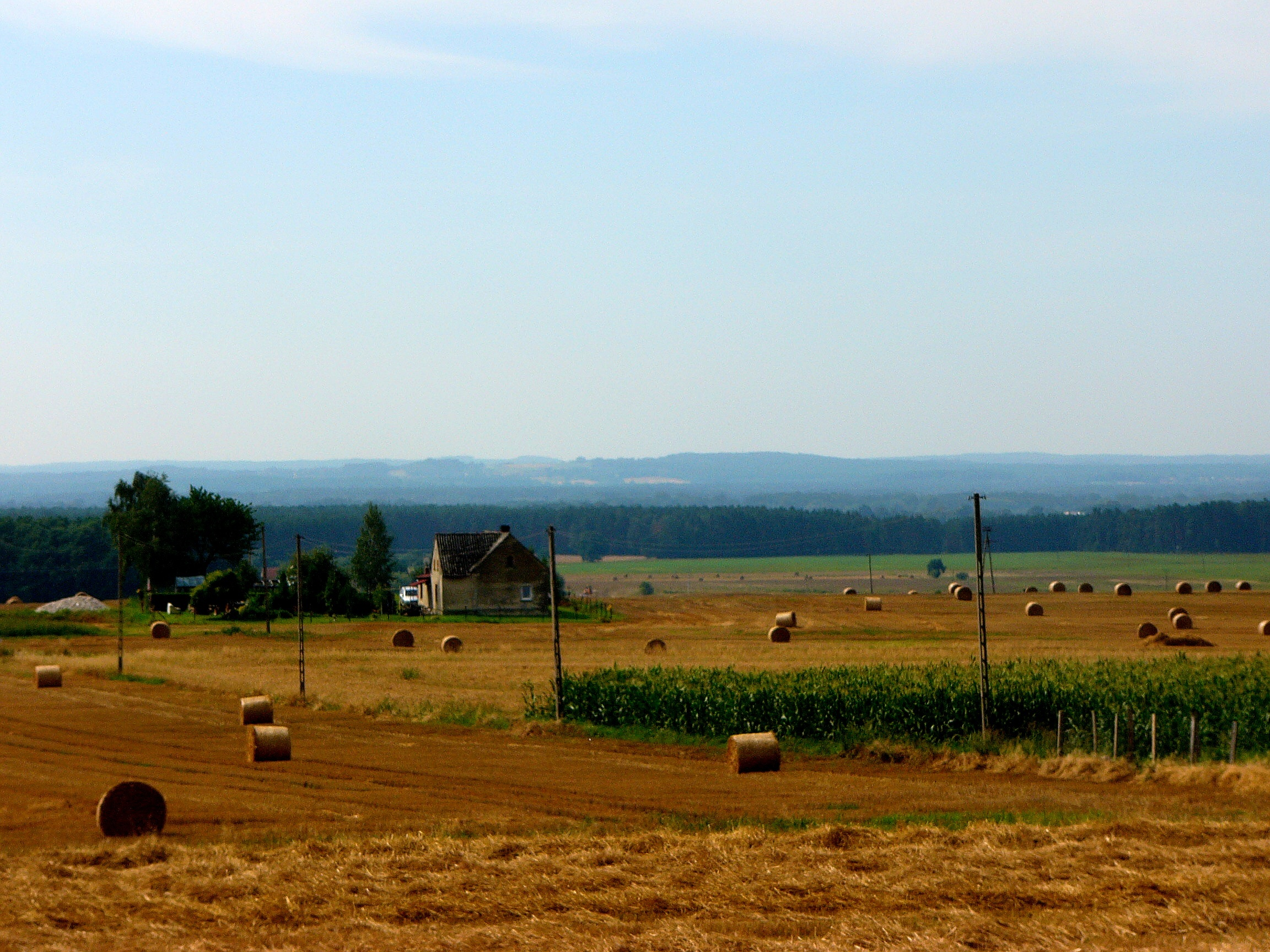
Dolina Baryczy widziana z Trzebicka

Trzebicko – wieś w Polsce, w województwie dolnośląskim, w powiecie milickim, w gminie Cieszków.
W latach 1975–1998 wieś administracyjnie należała do województwa wrocławskiego.

## Integralne części wsi
| SIMC    | Nazwa     | Rodzaj     |
| ------- | --------- | ---------- |
| 1004566 | Góry      | część wsi  |
| 0873432 | Niezamyśl | przysiółek |

## Zabytki
Do wojewódzkiego rejestru zabytków wpisane są:
- kościół parafialny pw. św. Macieja, drewniany, zbudowany w 1672 r. w stylu barokowym. W środku ołtarz główny z 1678 r. i prospekt organowy z 1750 r.; obiekt od czasów budowy do dzisiaj przetrwał prawie w niezmienionym kształcie[7]
- zespół pałacowy
  - pałac, z XVIII/XIX w., przebudowany w początkach XX w.
  - park, z drugiej połowy XIX w.
  - folwark:
    - oficyna nr 15, z 1866 r.
    - oficyna nr 20, z początku XX w.
    - zabudowania gospodarcze, z początku XX w.
- spichrz, z XVIII/XIX w.